# Lance Macklin
Lance Macklin est un coureur automobile anglais né le 2 septembre 1919 à Kensington et mort le 29 août 2002 à Tenterden dans le Kent. 

## Débuts
Le père de Macklin était l'entrepreneur Noël Macklin, fondateur des marques automobiles Invicta et Railton comme de Fairmile Marine (en), un fabricant de bateaux motorisés armés de canons durant la Seconde Guerre mondiale. Macklin naquit à Kensington, et étudia au Collège d'Eton. Il se porta volontaire à la Royal Navy en 1939 et (en relation avec les affaires de son père) fut assigné au développement de bateaux à moteur armés.

## Grands Prix
Il a participé à quinze Grand Prix comptant pour le championnat du monde de Formule 1, débutant le 18 mai 1952 au Grand Prix de Suisse. Il n'a pas marqué de point au championnat du monde, principalement en raison de la non-compétitivité des voitures HWM. Il finit toutefois troisième du classement général des 24 Heures du Mans 1951, au volant d'une Aston Martin DB2. C'est à partir de ce fait d'armes que Macklin commença à se faire un nom dans la course automobile. Il a également couru dans 36 courses hors championnats. Son meilleur résultat a été réalisé en gagnant la course hors-championnat BRDC International Trophy à Silverstone en 1952.
Il a participé à six éditions des 24 Heures du Mans.

Schéma de l'accident des 24 Heures du Mans 1955.

Il a été impliqué dans la catastrophe du Mans 1955. Dans la troisième heure de course, Pierre Levegh (no 20) concède un tour au leader Mike Hawthorn (Jaguar no 6), alors engagé dans une intense bataille avec Juan Manuel Fangio (Mercedes no 19). À l'entame de la ligne droite des stands, le trio rejoint l'Austin Healey de Lance Macklin (no 26), sensiblement plus lente car engagée dans une catégorie inférieure. Hawthorn est le premier à doubler Macklin, mais il se rabat immédiatement devant lui pour pénétrer dans la voie des stands. Surpris par cette manœuvre en « queue de poisson », Macklin freine fort et fait un important écart à gauche pour éviter la Jaguar. Lancé à pleine vitesse, à gauche de la piste, Pierre Levegh ne peut éviter Macklin, même si des traces de freinage seront relevées. La Mercedes de Levegh - prenant l'Austin-Healey comme un tremplin - décolle littéralement sous l'effet du choc avant de s'écraser et de rebondir à plusieurs reprises sur le talus séparant la piste des tribunes. Levegh est tué sur le coup tandis que des éléments de la Mercedes (notamment le moteur, le train avant, et le capot) sont projetés dans le public, tuant plus de 80 spectateurs. Cet événement reste à ce jour le plus grand drame de l'histoire du sport automobile. Bien que sa voiture soit endommagée, Lance Macklin n'est pas blessé.
Plus tard, dans un accident au Tourist Trophy à Dundrod, dans laquelle Macklin quitte la route volontairement avec sa Austin-Healey 100S pour éviter l'accident où Jim Mayers et William T Smith se tuent, très traumatisé moralement, il décide de se retirer définitivement du sports automobile. Il poursuivra une carrière dans l'automobile, mais bien plus tranquillement en entrant au service exportation de la dernière marque française de prestige Facel Vega.

## Résultats en championnat du monde de Formule 1
| Saison | Écurie                    | Châssis       | Moteur              | Pneus  | GP disputé | Points inscrits | Classement |
| ------ | ------------------------- | ------------- | ------------------- | ------ | ---------- | --------------- | ---------- |
| 1952   | Hersham and Walton Motors | HWM 52        | Alta 4 en ligne     | Dunlop | 6          | 0               | n.c.       |
| 1953   | Hersham and Walton Motors | HWM 53        | Alta 4 en ligne     | Dunlop | 6          | 0               | n.c.       |
| 1954   | Hersham and Walton Motors | HWM 53        | Alta 4 en ligne     | Dunlop | 1          | 0               | n.c.       |
| 1955   | Stirling Moss Ltd         | Maserati 250F | Maserati 4 en ligne | Dunlop | 2          | 0               | n.c.       |

## Résultats aux 24 Heures du Mans
| Année | Écurie                    | Châssis                 | Moteur                        | Classement |
| ----- | ------------------------- | ----------------------- | ----------------------------- | ---------- |
| 1950  | Aston Martin Ltd.         | Aston Martin DB2        | Aston Martin 2,6 L 6 en ligne | 5e         |
| 1951  | Aston Martin Ltd.         | Aston Martin DB2        | Aston Martin 2,6 L 6 en ligne | 3e         |
| 1952  | Aston Martin Ltd.         | Aston Martin DB3 Spyder | Aston Martin 2,6 L 6 en ligne | Abandon    |
| 1953  | Bristol Aeroplane Company | Bristol 450 Coupé       | Bristol 2,0 L 6 en ligne      | Abandon    |
| 1954  | Automobili O.S.C.A.       | O.S.C.A. MT-4 1500      | O.S.C.A. 1,5 L 4 en ligne     | Abandon    |
| 1955  | Lance Macklin             | Austin-Healey 100S      | BMC 2,7 L 4 en ligne          | Abandon    |